# بيتر كلارك (كاتب)
بيتر كلارك (بالإنجليزية: Peter Clarke)‏ هو فنان وكاتب وشاعر جنوب أفريقي، ولد في 2 يونيو 1929 في Simon's Town ‏ في جنوب أفريقيا، وتوفي في 13 أبريل 2014 في Ocean View, Cape Town ‏ في جنوب أفريقيا.